# Carlencas-et-Levas
Carlencas-et-Levas là một xã thuộc tỉnh Hérault trong vùng Occitanie ở phía nam nước Pháp. Xã này nằm ở khu vực có độ cao trung bình 495 mét trên mực nước biển. Dân số thời điểm năm 1999 là 88 người.

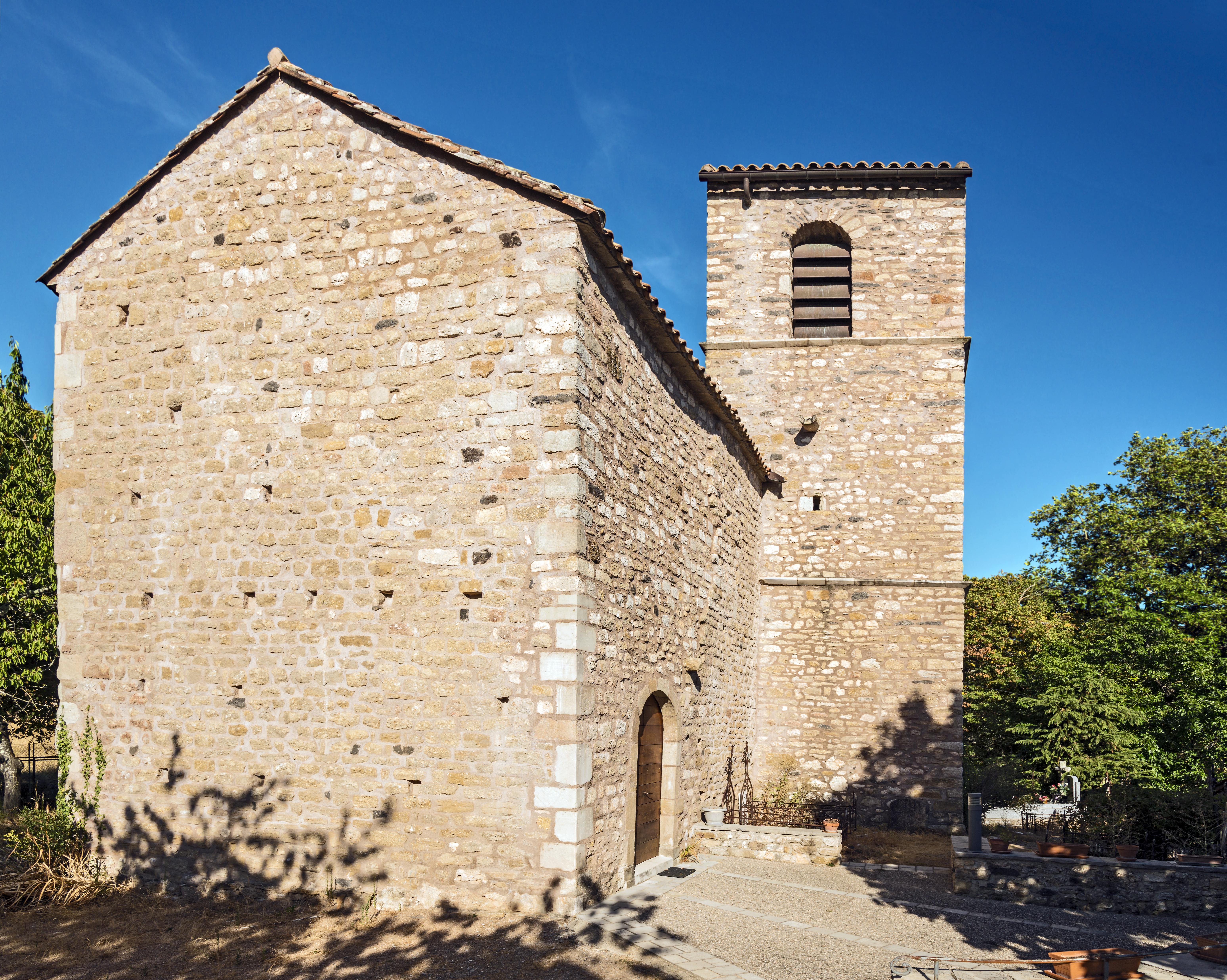
Nhà nguyện Levas.
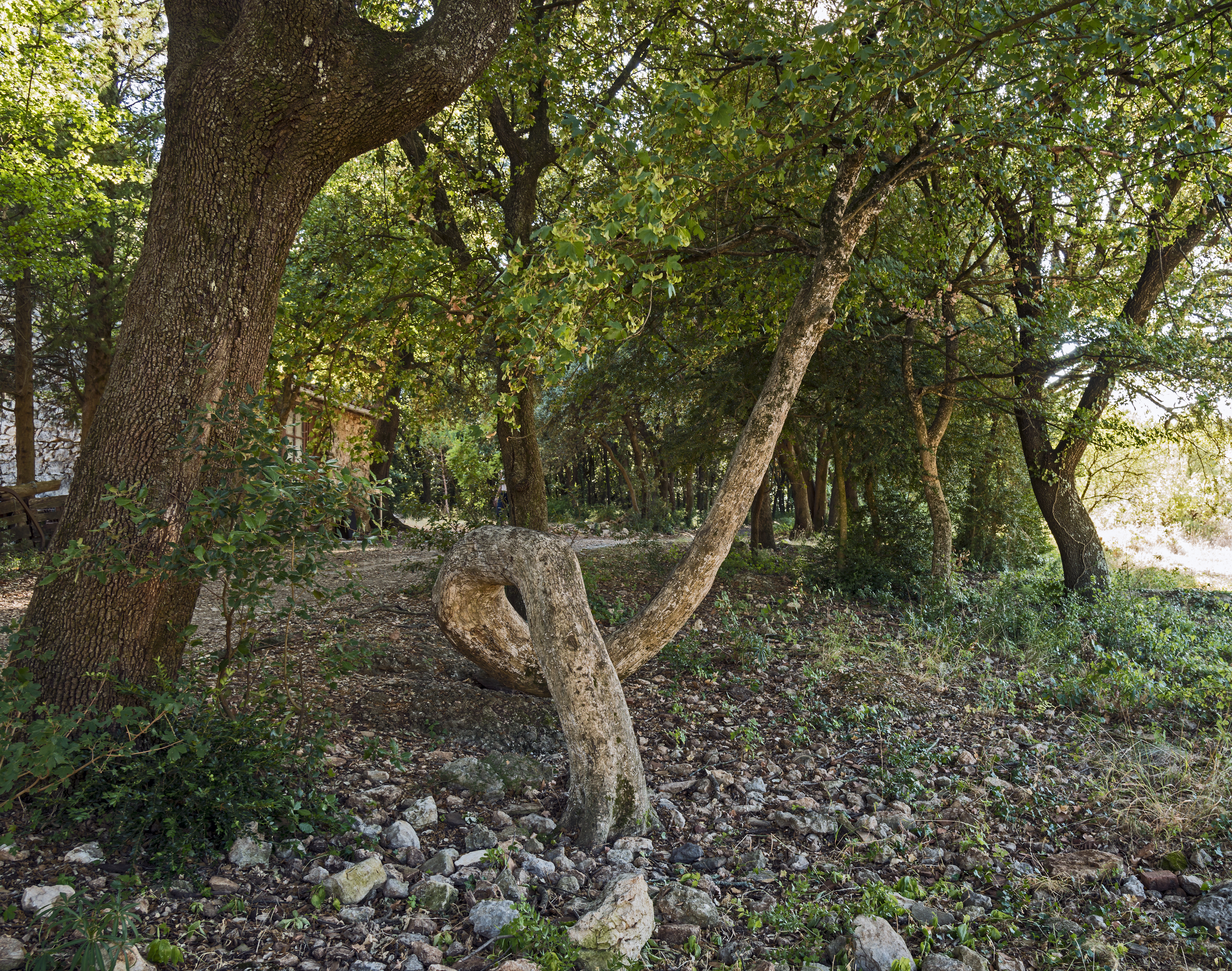
Các cây quanh co của nhà nguyện.